# Garpkölen
Der Garpkölen ist ein 670 möh hoher Berg in Nordschweden. Er liegt in der schwedischen Provinz Jämtlands län und gehört zur Gemeinde Härjedalen. Der Garpkölen gilt als höchster Berg der historischen Provinz Hälsingland. Für die nächsten Jahre ist die Errichtung eines Windparkes auf dem Garpkölen und benachbarten Gipfeln geplant.